# 孫狼
孫狼（？—？），東漢末年民變首領。

## 生平
建安二十三年（218年），陸渾長張固徵調男丁到漢中，百姓都厭惡和害怕遠役，人心惶惶。平民孫狼等因而舉兵殺掉縣主簿叛亂，縣邑殘破。張固率領十多名官兵，依胡昭的指示招集遺民，安復社稷。孫狼等向南投奔關羽，關羽给孫狼官印，並把一些士兵交给他，命孫狼回去繼續袭扰曹魏政权。孫狼到陸渾附近時，約誓規定不得侵擾胡昭。許都以南，都有人與關羽遙相呼應，使關羽威震華夏。